# Kemi Badenochová
Kemi Badenochová (celým jménem Olukemi Olufunto Adegoke Badenoch, rozená Adegoke; * 2. ledna 1980 Londýn) je britská politička, od listopadu 2024 vůdkyně opozice a vůdkyně Konzervativní strany, jako první černoška v těchto funkcích. Od června 2017 je poslankyní Dolní sněmovny. V letech 2019–2024 působila ve vládách Borise Johnsona, Liz Trussové a Rishiho Sunaka.
V roce 2012 se ucházela o mandát v Londýnském shromáždění. Jeho členkou se stala v roce 2015 po zvolení její předchůdkyně Victorie Borwickové do Dolní sněmovny. V roce 2016 se v rámci referenda o členství Spojeného království v Evropské unii vyslovila pro brexit. Od července do prosince 2019 působila v první vládě Borise Johnsona a mezi červencem 2019 a červencem 2022 působila ve druhé vládě Borise Johnsona. Kabinet opustila na protest proti premiérově způsobu vedení.
V září 2022 se stala ministryní pro mezinárodní obchod a předsedkyní obchodní rady ve vládě Liz Trussové. Mimo jiné byla jmenována do tajné rady. Následující měsíc ji nástupce Trussové Rishi Sunak jmenoval ministryní pro mezinárodní obchod a ministryní pro ženy a rovné příležitosti.
V únoru 2023 se ujala funkce ministryně obchodu. Po porážce Konzervativní strany ve volbách v roce 2024 byla jmenována stínovou ministryní pro bydlení, komunity a místní samosprávu a oznámila svůj záměr kandidovat na post vůdkyně Konzervativní strany. Ve volbě konané téhož roku porazila Roberta Jenricka a stala se tak vůdkyní konzervativců i opozice.

## Osobní život
Narodila se 2. ledna 1980 v londýnském Wimbledonu jako jedno ze tří dětí v rodině nigerijských Jorubů. Její otec Femi Adegoke byl praktický lékař a matka Feyi Adegoke byla fyzioložka a vysokoškolská pedagožka. Má bratra a sestru. Vyrůstala v nigerijském Lagosu a ve Spojených státech amerických, kde její matka přednášela fyziologii. Do Spojeného království se vrátila v 16 letech.
Maturitu získala na Phoenix College. Během studia pracovala v McDonald's. Získala titul Master of Engineering na Univerzitě v Sussexu a vystudovala práva na Birkbeck, University of London.
V roce 2012 se vdala za Hamishe Badenocha, ekonoma a aktivistu Konzervativní strany. Mají spolu tři děti.

## Politická kariéra
V roce 2005 vstoupila do Konzervativní strany. V roce 2010 neúspěšně kandidovala do Dolní sněmovny. V roce 2012 neúspěšně kandidovala do Londýnského shromáždění. Členkou shromáždění se stala v roce 2015 poté, co byla Victorie Borwickové zvolena do Dolní sněmovny, v důsledku čehož na dosavadní funkci rezignovala. V roce 2017 byla zvolena do Dolní sněmovny za obvod Dulwich a West Norwood. V roce 2019 mandát obhájila. Ve volbách v roce 2024 úspěšně kandidovala za nově vzniklý obvod North West Essex.
V září 2022 byla Liz Trussovou jmenována předsedkyní obchodní rady Ve vládě Rishiho Sunaka ji tato funkce zůstala a zároveň vykonávala funkci ministryně pro ženy a rovnost. V únoru 2023 byla jmenovaná ministryní obchodu. V těchto funkcích skončila 5. července 2024, kdy Sunakova vláda podala demisi. Mezi červencem a listopadem 2024 působila jako ministryně bydlení, komunit a místních samospráv ve stínové vládě Rishiho Sunaka. Dne 8. listopadu nahradila Sunaka ve funkci vůdce opozice a Konzervativní strany.

## Politické názory
Je považována za představitelku pravicového křídla Konzervativní strany. Osobně se považuje za stoupenkyni liberálního konzervatismu a říká, že „není v ničem levicově orientovaná“. Je ovlivněna myšlenkami anglického filozofa Rogera Scrutona a amerického ekonoma Thomase Sowella. Během kampaně před volbami v roce 2017 uvedla, že jejími politickými hrdiny jsou Winston Churchill, Airey Neave a Margaret Thatcherová. Bývá popisována také jako sociálně konzervativní a „anti-woke“.

### Imigrace
V září 2024 napsala článek, v němž uvedla: „Ne všechny kultury jsou stejně platné. Naše země není noclehárnou pro lidi, kteří sem přicházejí a vydělávají peníze. Je to náš domov. Od těch, které jsme se rozhodli přijmout, očekáváme, že budou sdílet naše hodnoty a přispívat k rozvoji naší společnosti. Britské občanství je víc než jen mít britský pas, ale také závazek vůči Spojenému království a jeho obyvatelům.“ Mimo jiné vyzvala k lepší „integrační strategii“.